# Karaman (provincie)
Karamanská provincie je tureckou provincií, nachází se v jižní části Malé Asie. Rozloha provincie činí 9 163 km2, v roce 2006 zde žilo 252 377 obyvatel. Hlavním městem je Karaman. Karamanská provincie byla do roku 1486 centrem Karamanských emirátů.

## Administrativní členění
Karamanská provincie se administrativně člení na 7 distriktů:
- Ayrancı
- Başyayla
- Ermenek
- Karaman
- Kazımkarabekir
- Sarıveliler
- Görmeli